# استان کوکورا
استان کوکورا (به لاتین: Kokura Prefecture) یک استان‌های ژاپن و استان و تقسیمات کشوری سابق در ژاپن است که در ژاپن واقع شده‌است.